# Condado de Gove
O Condado de Gove é um dos 105 condados do estado americano de Kansas. A sede do condado é Gove City, e sua maior cidade é Quinter. O condado possui uma área de 2 775 km² (dos quais 0 km² estão cobertos por água), uma população de 3 068 habitantes, e uma densidade populacional de 1 hab/km² (segundo o censo nacional de 2000). O condado foi fundado em 11 de março de 1868.